# 格清政典
格清 政典（かくせい まさのり、1969年3月5日  - ）は、日本のジャーナリスト。産業経済新聞社の広島支局長。ネット配信動画「ふじすて××」プロデューサー。

## 略歴
1969年、大阪府大阪市出身。
1987年に大阪府立大手前高等学校、1991年に関西学院大学法学部を卒業。
同年に大阪新聞社に入社し、同紙が休刊する2002年まで勤務。
2004年には夕刊フジに、2014年には産経新聞に異動。同社の広島支局長。

## 活動
- 大阪KOTEKOTE定食 - 夕刊フジの連載記事[9]。2004年から2006年にかけて99回掲載[10]。
- OTAKUフジ - 夕刊フジの連載記事、2006年に連載を開始[11]。2014年までの7年半、計382回の長期連載となった[7][12]。
- ラジオ大阪「妄想ポンバシ系」 - 2007年から「ポンバシリポーター」として[13]、2008年の番組終了までレギュラー出演[14]。
- ラジオ大阪「もえもえポンバシ系」 - 「妄想ポンバシ系」の後継番組[14]。2008年の番組開始時より「ラジオ日本橋メディア・ゴールド」のコーナーを担当[15]。2010年終了[12]。
- 私立日本橋高校放送部校外放送 - 2009年開始のネット配信ラジオ番組でプロデューサーを務めた[16]。2011年終了[17]。
- ふじすて×× - ネット配信番組、新聞記事連動企画として2011年開始[7][18]。番組プロデューサーを担当[17]。2018年4月現在で366回配信[8]。
- 春のフジステフェスタ - 2013年開催の音楽ライブなどの公開生配信イベント[18]。
- 講演「ベテラン記者が語る『メディアを動かす』情報発信の極意」 - 2017年開催[7]。
- ふじすてフェスタ〜2018春〜 - ネット配信番組「ふじすて××」7周年を記念して2018年に開催した音楽ライブなどの公開生配信イベント[8]。
- 平成関西サブカル史 - 産経新聞の連載記事、2019年に連載開始[11]。20回まで連載中[19]。

## 人物
- 少年時代より鉄道好き[20]。
- ご当地アイドルとの関わりは、地域活性化に関する取材から発展したもの[21]。